# Eurylister elinguus
Eurylister elinguus är en skalbaggsart som först beskrevs av Lewis 1885.  Eurylister elinguus ingår i släktet Eurylister och familjen stumpbaggar. Inga underarter finns listade i Catalogue of Life.